# Wappen Bulgariens
Das heutige Wappen Bulgariens wurde am 31. Juli 1997 eingeführt. Es geht zurück auf das ehemalige Wappen des Königreichs Bulgarien und zeigt im Schild einen goldenen Löwen auf rotem Grund.

## Beschreibung
Im roten Wappenschild ein goldener rotgezungter silber bewehrter goldgekrönter Löwe. Schildhalter sind zwei goldene rotgezungte silbern bewehrte goldgekrönte Löwen, über dem Wappen befindet sich die goldene Krone mit dem Reichsapfel über der Mitte der königlichen Krone.
Die Löwen stehen auf gekreuzten Eichenzweigen, in denen ein Spruchband in den Landesfarben mit dem Wahlspruch Bulgariens „Съединението прави силата“, zu Deutsch „Einigkeit macht stark“, in goldener Schrift liegt.
Die drei Löwen stehen für die größten Gebiete Bulgariens: Mösien, Thrakien und Makedonien. Die darüber befindliche Krone symbolisiert die Zeit des Zweiten Bulgarischen Reiches, während der das Land die Befreiung von Byzanz und seine größte Ausdehnung erlebte.

## Geschichte
Das erste Wappen war zur Zeit des Fürstentums Bulgarien (1878–1908) in Gebrauch und zeigte einen goldenen Löwen auf rotem Grund. Es wurde in der großen Version mit Mantel verwendet. Das zweite Wappen wurde in der Zeit des Zarenreichs bzw. Königreichs Bulgarien (1908–1946) verwendet. Dieses wurde in der mittleren Version ohne Mantel geführt.
Nach der Gründung der kommunistischen Volksrepublik Bulgarien wurde ein neues Wappen eingeführt, das in der Zeit ihres Bestehens (1946–1990) insgesamt viermal geändert wurde. Das erste kommunistische Wappen von 1946 ähnelte dem bisherigen königlichen Wappen, allerdings entfiel die Krone als Symbol der Monarchie. Das zweite Wappen von 1947 war an das Wappen der Sowjetunion angelehnt und zeigte einen goldenen Löwen auf rotem Feld, umrandet von einem in ein rotes Schriftband gewickelten Ährenkranz mit dem Datum «9.IX.1944», (Tag des Staatsstreichs vom 9. September 1944.). Zwischen die Spitzen der Ährenzweige kam ein roter fünfzackiger Stern. 1948 wechselte die Farbe des Feldes zu blau, ein Teil des roten Bandes erhielt die bulgarischen Nationalfarben und ein Zahnrad wurde unter den Löwen platziert. 1967 erfolgte eine weitere Überarbeitung, bei der die Farbe des Ährenkranzes von gold zu weiß geändert wurde. 1971 fand die letzte Umgestaltung des kommunistischen Wappens statt. Der rote Stern erhielt eine gelbe Umrandung, der Löwe wurde weiß, und die beiden Jahreszahlen «681» (Anerkennungsjahr des ersten bulgarischen Reiches durch Byzanz) und «1944» kamen in arabischen Ziffern hinzu.
Als 1990 das kommunistische Regime unterging, wurde ein vorläufiges Wappen angenommen. Es war das bisherige Wappen, jedoch ohne die sozialistischen Insignien wie roter Stern und rotes Band mit den Jahreszahlen. Erst sieben Jahre später, am 31. Juli 1997, einigte sich die bulgarische Nationalversammlung auf das heutige Wappen. Es ist das erste offizielle Wappen seit dem Zusammenbruch des Kommunismus und ähnelt stark dem bereits bis 1946 verwendeten Wappen des Königreichs Bulgarien.

Wappen des Fürstentums Bulgarien
Wappen des Königreichs Bulgarien
Wappen der Volksrepublik Bulgarien